# 2-氨基苯酚
2-氨基苯酚，又名鄰氨基苯酚，是一種有機化合物，化學式為C6H4(OH)NH2。它是氨基苯酚的同分異構體之一，另外兩種異構體為3-氨基苯酚和4-氨基苯酚。它是一種兩性物質和還原劑，亦是生成其他染料及雜環化合物的試劑。

## 製備
2-氨基苯酚(和它的異構體, 4-氨基苯酚)在工業上是使用催化劑和氫氣將硝基苯酚還原，鐵也能將硝基苯酚還原。

## 結構
此化合物有在氨基和羥基分子間氫鍵，羥基亦會與其他份子的羥基產生部分氫鍵。因此，2-氨基苯酚比其他摩爾質量相若的份子(例如甲基苯)有更高的溶點。